# ديف غيلبرت (لاعب سنوكر)
ديف غيلبرت (بالإنجليزية: Dave Gilbert)‏ هو لاعب سنوكر بريطاني، ولد في 15 أغسطس 1961.

## روابط خارجية
- ديف غيلبرت على موقع CueTracker.net (الإنجليزية)